# بحر الحب (مسلسل)
بحر الحب (بالإسبانية: Mar de amor)‏ مسلسل مكسيكي ناطق باللغة الإسبانية، من إخراج ناتالي لارتيلو في سنة 2009. عرض أول مرة في الوطن العربي على قناة المغربية 2m المغربية.

## القصة
يحكي المسلسل قصة استريلا فتاة جميلة طموحة وتساعد الكل، تعيش في قرية صغيرة قرب البحر. ربتها امرأة كأنها ابنتها واما أمها الحقيقية كانت مجنونة بسبب اغتصابها من طرف أب استريلا وهذا ما جعلها تجن، وكان لاستريلا ابنة عمها الذي اغتصب أمها لكن لا تعرفها. اسمها اوريانا جميلة جدا كانت شريرة كثيرا وجد القاسية وتتباهى بالأموال التي تملك، اوريانا كانت دائما تتشاجر مع استريلا وتخلق لها المشاكل وأيضا أب اوريانا اسمه ليون كان شرير كثيرا وسيفعل المستحيل هو وابنته لكي ينتقمو من استريلا. في يوم من الأيام كانت العاصفة والرعد والشتاء، ستضهر فتاة على الشاطئ ملقاة على alm كأنها حورية البحر اسمها كورال، الكل في تلك القرية سيخافون منها ظنا منهم أنها ستجلب الشؤم للقرية، وعندما ستتعرف كورال على البطل ستخطفه من استريلا وسيتشاجرون عليه وكانت كورال فتاة جد جميلة وقاسية أكثر من اوريانا، ستجلب لاستريلا المشاكل وستتفق هي واوريانا من أجل تحطيمها ويسخرون منها ومن ملابسها.وسينادون لها باسم الصيادة (البحارة)
لكن استريلا بعدها ستتعرف على شاب وسيم جدا وسيساعدها وستبتعد عن القرية التي ولدت فيها وهناك ستجد عمل في إحدى الشركات، وستذهب مع هذا الشاب الوسيم وسيشترون لها الملابس الكثيرة وستكون رائعة ومتغيرة عما كانت عليه من قبل، وهناك ستتعرف على الأشخاص شريرون وطيبون.
استريلا ستجد عمل في إحدى شركات وستعمل معهم، لكن بعدها اوريانا الشريرة ستفقد ثروتها وتذهب لشركة التي تعمل فيها استريلا وتتكلم مع مديرها أنها تريد أن تعمل معهم، لكن استريلا ستدخل عليهم، ستراها اوريانا وستطلب من المدير أن يطردها لكن استريلا عاقبت اوريانا وأخبرتها ات الشركة التي جاءت لتعمل بها هي من نصيبها، اوريانا تندهش وسيتجارون مع بعضهم. قصة المسلسل استريلا أو بحر الحب مليء بالتشويق والإثارة.

## طاقم الممثلين
- Sergio Basaٌez
- Vanessa Acosta
- Cecilia Ponce
- Karen Senties
- Homero Wimer
- Guillermo Gil
- Ramiro Huerta
- Daniela Garmendia
- Alberto Casanova
- Rodrigo Cachero
- Ana Daz de Leَn
- Paola Adriana
- Adriana Lyzana
- Luis Miguel Lombana
- Eduardo Arroyuelo
- Tania Arredondo
- Alejandro Lukini
- Alan Andreé Chvez
- Luz Elena Sols
- Vanesa Villela
- Lourdes Villareal
- Mario Lora
- Gerardo Gonzlez
- Tomas Goros

## روابط خارجية
- بحر الحب على موقع IMDb (الإنجليزية)
- بحر الحب على موقع كينوبويسك (الروسية)
- بحر الحب على موقع قاعدة بيانات الفيلم (الإنجليزية)